# Sozialistischer Abstinentenbund der Schweiz
Der Sozialistische Abstinentenbund der Schweiz (SAB) wurde 1900 gegründet und 2002 aufgelöst.

## Geschichte
Einer der Wegbereiter der verschiedenen Abstinenzlerbewegungen in der Schweiz war der Physiologe Gustav von Bunge, der in seiner Basler Antrittsvorlesung 1886 postulierte, dass „das Alkoholkapital mit seiner Massenproduktion geistiger Getränke die Menschen knechte und verderbe“. Louis-Lucien Rochat gründete 1877 das evangelische Blaue Kreuz in Genf. Es folgten die Katholiken sowie der Guttemplerorden und Frauenverbände. 1889 richtete der Arzt Auguste Forel die erste Trinkerheilstätte in Ellikon an der Thur ein.
Die abstinenten Anhänger der Arbeiterbewegung formierten sich am 14. Mai 1900 im Sozialdemokratischen Abstinentenbund auf nationaler Ebene. Sein Organisationsleben hing stark von einzelnen Mitgliedern und Führungspersonen ab. Die grösste Mitgliederzahl hatte der SAB im Jahr 1914 mit knapp 1200 Mitgliedern. Nach der Spaltung der Schweizer Arbeiterparteien in Kommunisten (KPS) und Sozialdemokraten (SP) erfolgte 1921 die Umbenennung in Sozialistischer Abstinentenbund, um die kommunistischen Mitglieder zu halten. Von 1916 an erschien als Vereinsorgan Abstinenter Sozialist, ab 1980 die SAB-Information.
Der SAB beteiligte sich 1910 an dem Versuch, eine Sozialistische Abstinenz-Internationale innerhalb der Sozialistischen Internationale zu etablieren, vor dem Ersten Weltkrieg kamen die beteiligten Delegationen aber nicht über die Einrichtung eines Büros in Brüssel mit dem Sekretär Julius Hanauer hinaus. Nach dem Krieg richteten die Schweizer 1921 in Lausanne ein internationales Büro ein, was aber in einem organisatorischen Fiasko endete. Der SAB beteiligte sich auch an den weiteren Versuchen, einen internationalen Verband zu gründen, was 1928 in Leipzig mit fünf Delegationen nur halbwegs gelang.
1908 wurde in der Schweiz das Absinth-Verbot beschlossen. Im Jahr 1910 gründeten SP, Gewerkschaften und überparteiliche Frauenorganisationen das Volkshaus Zürich. Dessen Restaurant wurde vom bürgerlichen Zürcher Frauenverein für alkoholfreie Wirtschaften betrieben, die Gaststätte erwies sich aber als bei den Arbeitern zunehmend unbeliebt. Mit dem gesellschaftlichen Wandel einher ging auch der Bedeutungsverlust der Abstinenzbewegungen, und 1979 wurde im Volkshaus die selbst gesetzte Enthaltsamkeit aufgehoben. In Zürich fiel in den achtziger Jahren auch in dem 1934 eröffneten „Café Boy“ das Alkoholverbot, und das einmal als „Vegetarierheim und Abstinenz-Café“ gegründete bürgerliche Restaurant Hiltl führte 1993 eine Weinkarte ein.
Nachdem die Mitgliederzahl kontinuierlich zurückgegangen war, löste sich der Sozialistische Abstinentenbund im Jahr 2002 auf.

## Werke (Auswahl)
- Auguste Forel: Die Trinksitten, ihre hygienische und soziale Bedeutung. Sozialistischer Abstinentenbund der Schweiz, 1930.
- Karl Geissbühler: Die Alkoholfrage und die Frauen: Vortrag. Hrsg.: Sozialdemokratische Frauengruppen der Schweiz, Sozialistischer Abstinentenbund der Schweiz, 1935.
- Eugen Blocher: Alkoholfrage und Sozialismus. Sozialistischer Abstinentenbund d. Schweiz, Bern 1956.